# Национальная женская футбольная лига
Национальная женская футбольная лига (англ. National Women's Soccer League, NWSL) — профессиональная футбольная лига, управляемая Федерацией футбола США, высший уровень системы женских футбольных лиг. Основана в 2012 году в качестве преемника лиги WPS.
Первый сезон Лиги прошёл в 2013 году, участие в нём приняло восемь команд, четыре из которых являлись бывшими членами WPS. Впоследствии в Лигу вступили команды из Хьюстона и Орландо, доведя число участников до десяти. Все команды базируются на территории США.

## Формат турнира
Сезон NWSL проходит с апреля по сентябрь. Каждая команда проводит по 24 матча в регулярном чемпионате. Команда, набравшая наибольшее количество очков в регулярном чемпионате, получает трофей «NWSL Шилд». Четыре команды, набравшие наибольшее количество очков в регулярном чемпионате, квалифицируются в плей-офф Лиги. Финальный матч плей-офф проходит на поле команды, набравшей больше очков в регулярном чемпионате.

## История
| Сезон | Регулярный чемпионат  | Плей-офф              |
| ----- | --------------------- | --------------------- |
| 2013  | Вестерн Нью-Йорк Флэш | Портленд Торнс        |
| 2014  | Сиэттл Рейн           | Канзас Сити           |
| 2015  | Сиэттл Рейн           | Канзас Сити           |
| 2016  | Портленд Торнс        | Вестерн Нью-Йорк Флэш |
| 2017  | Норт Каролина Кураж   | Портленд Торнс        |
| 2018  | Норт Каролина Кураж   | Норт Каролина Кураж   |
| 2019  | Норт Каролина Кураж   | Норт Каролина Кураж   |
| 2019  | Не проводился         | Не проводился         |
| 2021  | Портленд Торнс        | Вашингтон Спирит      |
| 2022  | ОЛ Рейн               | Портленд Торнс        |

После закрытия WPS в 2012 году, Федерация футбола США анонсировала круглый стол по дальнейшему развитию женского футбола в стране. В обсуждении принимали участие представители Федерации, команд WPS, W-Лиги и WPSL. По результатам обсуждения планировалось запустить новую Лигу, включающую в себя от 12 до 16 команд. Потолок зарплат в Лиге планировалось снизить до $200.000.
В ноябре 2012 года было объявлено о том, что в Лигу войдут восемь команд. При этом федерации футбола США, Канады и Мексики планировали выплачивать зарплаты игрокам своим национальных сборных. Федерацией футбола США был открыт офис Лиги и объявлено расписание.
29 ноября 2012 года исполнительным директором Лиги была назначена Шерил Бейли, с 2007 по 2011 год работавшая генеральным менеджером сборной США.
Первый матч в истории Лиги состоялся 13 апреля 2013 года между «Портленд Торнс» и «Канзас Сити». Матч завершился со счётом 1:1, первый мяч в истории Лиги забила мексиканка Рене Куэльяр.

## Участники
В состав Лиги входит десять команд. В заявку клуба должно входить от 18 до 20 футболисток, в том числе до четырёх иностранных футболисток.
Первоначально планировалось, что в состав каждой команды войдёт по три футболистки сборной США, а также по две представительницы сборных Канады и Мексики. Также команды могли заявить до трёх иностранных игроков. Остальные вакантные места в ростере заполнялись представительницами США.

### Бывшие участники
- Вестерн Нью-Йорк Флэш — с 2013 по 2016 год (франшиза NWSL переехала в Кэри, Северная Каролина), в настоящее время команда выступает в UWS.
- Канзас-Сити — с 2013 по 2017 год (клуб расформирован, игроки команды перешли во вступивший в NWSL клуб «Юта Ройялс»).
- Бостон Брейкерс — с 2013 по 2017 год (клуб расформирован).

## Расширение Лиги
Вскоре после запуска Лиги были озвучены планы об увеличении числа команд до десяти. Интерес к вступлению в Лигу проявляли клубы из Лос-Анджелеса и Хартфорда. Заявку на вступление представлял «Сиэтл Саундерс». Также появлялась информация о вступлении в Лигу женской команды «Ванкувер Уайткэпс» (учитывая предстоящий чемпионат мира в Канаде), но вскоре клуб закрыл женскую секцию.
По ходу первого сезона появилась информация о заинтересованности во вступлении в Лигу со стороны «Хьюстон Эйсес».
Во время розыгрыша плей-офф Лига объявила что ко второму сезону новых команд не появится, хотя представители клубов «Скай Блю» и «Ред Булл» заявили, что обсуждали возможное сотрудничество.
По ходу первого межсезонья об интересе к вступлению в Лигу объявили в «Хьюстон Динамо», рассматривая возможность начать выступления в 2014 или 2015 году. В декабре 2013 года было объявлено о создании команды «Хьюстон Даш», которая вступила в Лигу перед сезоном 2014 года.
В ходе второго межсезонья появлялась информация о том, что в Лигу хотят вступить женские подразделения клубов «Реал Солт-Лейк», «Инди Илевен» и «Питтсбург Риверхаундс». В конце апреля 2015 года Лига объявила, что в ближайшее время расширения числа участников не произойдёт.
20 октября 2015 года было объявлено о вступлении в Лигу десятой команды — «Орландо Прайд».
В январе 2017 года состоялся первый переезд в истории Лиги. Спустя три месяца после своего чемпионства франшиза «Вестерн Нью-Йорк Флэш» переехала в Кэри и сменила название на «Норт Каролина Кураж».
16 ноября 2017 года было объявлено что «Канзас Сити» прекращает выступления в Лиге и освободившееся место займёт новая франшиза — «Юта Ройялс», аффилированная с клубом MLS «Реал Солт Лейк».

## Формирование составов и потолок зарплат
На каждый сезон Лигой устанавливается потолок зарплат. Из под потолка выводятся зарплаты футболисток, выступающих за национальные сборные США, Канады и Мексики — эти расходы берут на себя соответствующие национальные федерации.
Для остальных игроков, включая «легионеров», установлен минимум и максимум возможной заработной платы.
| Сезон | Потолок зарплат | Минимум  | Максимум |
| ----- | --------------- | -------- | -------- |
| 2013  | $ 200 000       | $ 6 000  | $ 30 000 |
| 2014  | $ 265 000       | $ 6 842  | $ 37 800 |
| 2015  | $ 265 000       | $ 6 842  | $ 37 800 |
| 2016  | $ 278 000       | $ 7 200  | $ 39 700 |
| 2017  | $ 315 000       | $ 15 000 | $ 41 700 |
| 2018  | $ 350 000       | $ 15 750 | $ 44 000 |
| 2019  | $ 421 500       | $ 16 538 | $ 46 200 |
| 2020  | $ 650 000       | $ 20 000 | $ 50 000 |

## Статистика

### Лучшие бомбардиры Лиги
| \| # \| Игрок \| Матчи \| Голы \| Примечания \| \| -- \| ------------------- \| ----- \| ---- \| ---------- \| \| 1 \| Саманта Керр \| 81 \| 43 \| [25] \| \| 2 \| Кристен Пресс \| 63 \| 36 \| [26] \| \| 3 \| Джессика Макдональд \| 103 \| 35 \| [27] \| \| 4 \| Ким Литтл \| 67 \| 34 \| [28] \| \| 4 \| Кристин Синклер \| 93 \| 34 \| [29] \| \| 6 \| Меган Рапино \| 58 \| 30 \| [30] \| \| 6 \| Алли Лонг \| 106 \| 30 \| [31] \| \| 8 \| Карли Ллойд \| 63 \| 29 \| [30] \| \| 8 \| Алекс Морган \| 67 \| 29 \| [32] \| \| 10 \| Надия Надим \| 63 \| 28 \| [33] \| |                     |       |      |            |
| # | Игрок               | Матчи | Голы | Примечания |
| 1 | Саманта Керр        | 81    | 43   | [ 25 ]     |
| 2 | Кристен Пресс       | 63    | 36   | [ 26 ]     |
| 3 | Джессика Макдональд | 103   | 35   | [ 27 ]     |
| 4 | Ким Литтл           | 67    | 34   | [ 28 ]     |
| 4 | Кристин Синклер     | 93    | 34   | [ 29 ]     |
| 6 | Меган Рапино        | 58    | 30   | [ 30 ]     |
| 6 | Алли Лонг           | 106   | 30   | [ 31 ]     |
| 8 | Карли Ллойд         | 63    | 29   | [ 30 ]     |
| 8 | Алекс Морган        | 67    | 29   | [ 32 ]     |
| 10 | Надия Надим         | 63    | 28   | [ 33 ]     |

- Выделены футболистки, продолжающие выступления в Лиге

## Награды
По итогам сезона Лигой вручаются награды в шести номинациях: Золотая бутса лучшему бомбардиру чемпионата, Приз самому ценному игроку, Приз лучшему защитнику года, Приз лучшему вратарю года, Приз лучшему новичку года и Приз лучшему тренеру года. Обладатели призов (кроме Золотой бутсы) определяются по итогам голосования игроков Лиги (50 %), тренеров и владельцев команд (25 %) и представителей СМИ (25 %).
| Сезон | Игрок         | Команда               | Источник      |
| ----- | ------------- | --------------------- | ------------- |
| 2013  | Лорен Холидей | Канзас-Сити           | [ 34 ]        |
| 2014  | Ким Литтл     | Сиэтл Рейн            | [ 35 ]        |
| 2015  | Кристал Данн  | Вашингтон Спирит      | [ 36 ]        |
| 2016  | Линн Уильямс  | Вестерн Нью-Йорк Флэш | [ 37 ]        |
| 2017  | Саманта Керр  | Скай Блю              | [ 38 ] [ 39 ] |
| 2018  | Саманта Керр  | Чикаго Ред Старс      | [ 40 ]        |
| 2019  | Саманта Керр  | Чикаго Ред Старс      |               |

| Сезон | Игрок         | Команда               | Источник |
| ----- | ------------- | --------------------- | -------- |
| 2013  | Лорен Холидей | Канзас-Сити           | [ 34 ]   |
| 2014  | Ким Литтл     | Сиэтл Рейн            | [ 35 ]   |
| 2015  | Кристал Данн  | Вашингтон Спирит      | [ 41 ]   |
| 2016  | Линн Уильямс  | Вестерн Нью-Йорк Флэш | [ 42 ]   |
| 2017  | Саманта Керр  | Скай Блю              | [ 43 ]   |
| 2018  | Линдси Хоран  | Портленд Торнс        | [ 44 ]   |
| 2019  | Саманта Керр  | Чикаго Ред Старс      |          |

| Сезон | Игрок           | Команда          | Источник |
| ----- | --------------- | ---------------- | -------- |
| 2013  | Николь Барнхарт | Канзас Сити      | [ 34 ]   |
| 2014  | Алисса Найхер   | Бостон Брейкерс  | [ 45 ]   |
| 2015  | Мишель Бетос    | Портленд Торнс   | [ 46 ]   |
| 2016  | Эшлин Харрис    | Орландо Прайд    | [ 47 ]   |
| 2017  | Адрианна Фрэнч  | Портленд Торнс   | [ 48 ]   |
| 2018  | Адрианна Фрэнч  | Портленд Торнс   | [ 49 ]   |
| 2019  | Обри Бледсо     | Вашингтон Спирит |          |

| Сезон | Игрок            | Команда             | Источник |
| ----- | ---------------- | ------------------- | -------- |
| 2013  | Бекки Сауэрбрунн | Канзас-Сити         | [ 34 ]   |
| 2014  | Бекки Сауэрбрунн | Канзас-Сити         | [ 50 ]   |
| 2015  | Бекки Сауэрбрунн | Канзас-Сити         | [ 51 ]   |
| 2016  | Лорен Барнс      | Сиэтл Рейн          | [ 42 ]   |
| 2017  | Эбби Далькемпер  | Норт Каролина Кураж | [ 43 ]   |
| 2018  | Эбби Эрсег       | Норт Каролина Кураж | [ 52 ]   |
| 2019  | Бекки Сауэрбрунн | Юта Роялс           |          |

| Сезон | Игрок              | Команда             | Источник |
| ----- | ------------------ | ------------------- | -------- |
| 2013  | Эрика Тимрак       | Канзас Сити         | [ 34 ]   |
| 2014  | Джули Джонстон     | Чикаго Ред Старс    | [ 53 ]   |
| 2015  | Даниэлль Колаприко | Чикаго Ред Старс    | [ 54 ]   |
| 2016  | Ракель Родригес    | Скай Блю            | [ 55 ]   |
| 2017  | Эшли Хатч          | Норт Каролина Кураж | [ 56 ]   |
| 2018  | Имани Дорси        | Скай Блю            | [ 57 ]   |
| 2019  | Бетани Балсер      | ОЛ Рейн             |          |

| Сезон | Игрок             | Команда             | Источник |
| ----- | ----------------- | ------------------- | -------- |
| 2013  | Влатко Андоновски | Канзас-Сити         | [ 34 ]   |
| 2014  | Лора Харви        | Сиэтл Рейн          | [ 58 ]   |
| 2015  | Лора Харви        | Сиэтл Рейн          | [ 58 ]   |
| 2016  | Марк Парсонс      | Портленд Торнс      | [ 42 ]   |
| 2017  | Пол Райли         | Норт Каролина Кураж | [ 59 ]   |
| 2018  | Пол Райли         | Норт Каролина Кураж | [ 60 ]   |
| 2019  | Влатко Андоновски | ОЛ Рейн             |          |

## Символические сборные

### 2013 год[61]
| Вратарь                         | Защитники | Полузащитники | Нападающие                                                           |
| ------------------------------- | --- | --- | -------------------------------------------------------------------- |
| - Николь Барнхарт (Канзас Сити) | - Кристи Рампоун (Скай Блю) - Ли Энн Робинсон (Канзас Сити) - Бекки Сауэрбрунн (Канзас Сити) - Бриттани Тейлор (Вестерн Нью-Йорк Флэш) | - Лори Челапни (Чикаго Ред Старс) - Джесс Фишлок (Сиэтл Рейн) - Лорен Холидей (Канзас Сити) - Диана Мэтисон (Вашингтон Спирит) | - Сидни Леру (Бостон Брейкерс) - Эбби Вамбах (Вестерн Нью-Йорк Флэш) |

### 2014 год[62]
| Вратарь                           | Защитники | Полузащитники                                                                           | Нападающие                                                                                |
| --------------------------------- | --- | --------------------------------------------------------------------------------------- | ----------------------------------------------------------------------------------------- |
| - Алисса Найхер (Бостон Брейкерс) | - Кендалл Флетчер (Сиэтл Рейн) - Эли Кригер (Вашингтон Спирит) - Бекки Сауэрбрунн (Канзас Сити) - Кристи Рампоун (Скай Блю) | - Вероника Бокете (Портленд Торнс) - Джесс Фишлок (Сиэтл Рейн) - Ким Литтл (Сиэтл Рейн) | - Лорен Холидей (Канзас Сити) - Нахоми Кавасуми (Сиэтл Рейн) - Эми Родригес (Канзас Сити) |